# Manon Sinico
Manon Sinico, née le 17 octobre 1985 à Guilherand-Granges (Ardèche), est une joueuse française de basket-ball évoluant au poste d'arrière.

## Carrière
- 1999 - 2000 :  Bourg-les-Valence
- 2000 - 2004 :  CJM Bourges Basket (LFB, espoirs)
- 2004 - 2009 :  SJS Reims (Nationale 1/LFB)
- 2009 - 2010 :  Reims Basket Féminin (Nationale 1)
- 2010-2013 :  COB Calais (LFB puis Ligue 2)
- 2013-2015 :  Limoges ABC (Ligue 2)
- 2015- :  Roche Vendée Basket Club

## Palmarès
- Championne de France NF1 en 2007
- Championne de Ligue 2 en 2017[5].